# Froesiochloa boutelouoides
Froesiochloa boutelouoides är en gräsart som beskrevs av George Alexander Black. Froesiochloa boutelouoides ingår i släktet Froesiochloa och familjen gräs. Inga underarter finns listade i Catalogue of Life.